# 275 г. пр.н.е.
275 (двеста седемдесет и пета) година преди новата ера (пр.н.е.) е година от доюлианския (Помпилийски) римски календар.

## Събития

### В Римската република
- Консули са Маний Курий Дентат (за II път) и Луций Корнелий Лентул Кавдин.
- Цар Пир претъпява поражение от консула Дентат в битка при Беневентум, което съчетано с разбиването на друга негова съюзна армия от консула Лентул го убеждава да се откаже от войната в Италия.[1]

### В Сицилия
- Тиранът на Сиракуза Хиерон II e победен от мамертините от Месина.[2]

### В Египет
- Птолемей II се жени за Арсиноя II.[3]

### В империята на Селевкидите
- Антиох I подарява 2000 плетрона земя на Аристодицид.[3]
- Антиох I побеждава келтите в т. нар. „Слонова битка“ в Мала Азия.[notes 1][4]
- Номинално зависимият от Селевкидите владетел на Пергам Филитер започва да сече свои монети.[3]

## Родени
- Квинт Фабий Максим, римски пълководец и държавник избиран пет пъти за консул и два пъти за диктатор, известен с т.нар. Фабиева стратегия (умрял 203 г. пр.н.е.)

## Починали
- Демохар, атински оратор, държавник и племенник на Демостен (роден ок. 355 г. пр.н.е.)

Бележки:
1. ↑  Според същия източник тази битка може да се е случила по-късно през 270 г. пр.н.е.